# 不審ヶ辻子町
不審ヶ辻子町（ふしがづしちょう）は、奈良県奈良市の中央部、市街地の中央部に位置する地区である。郵便番号は630-8394。

## 地理
奈良市の中央部。市街地の中央部。西は鶴福院町、東・北は高畑町に接する。住宅地域。近くには猿沢池などがある。

### 河川
率川（いさがわ）源流は御蓋山あたりで、佐保川に合流し、大和川となって大阪湾に注ぐ。菩提川とも言われる。

### 地名の由来
貞享４年に鬼遠山の鬼神を捕まえようとしたがこの土地で姿を見失ったのを辻占が、不審が辻といったところからきている。

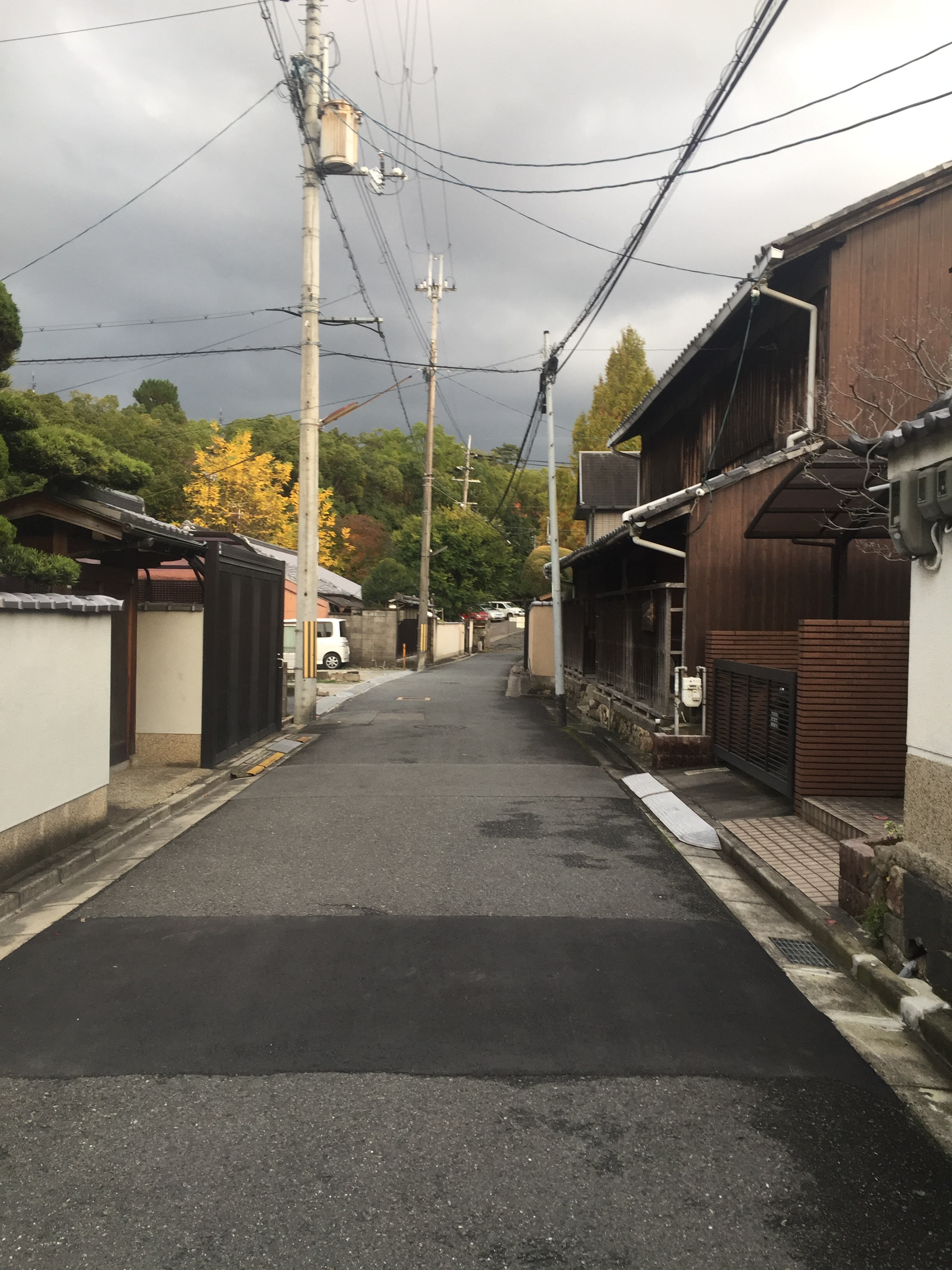
不審ヶ辻子町の夕暮れの風景

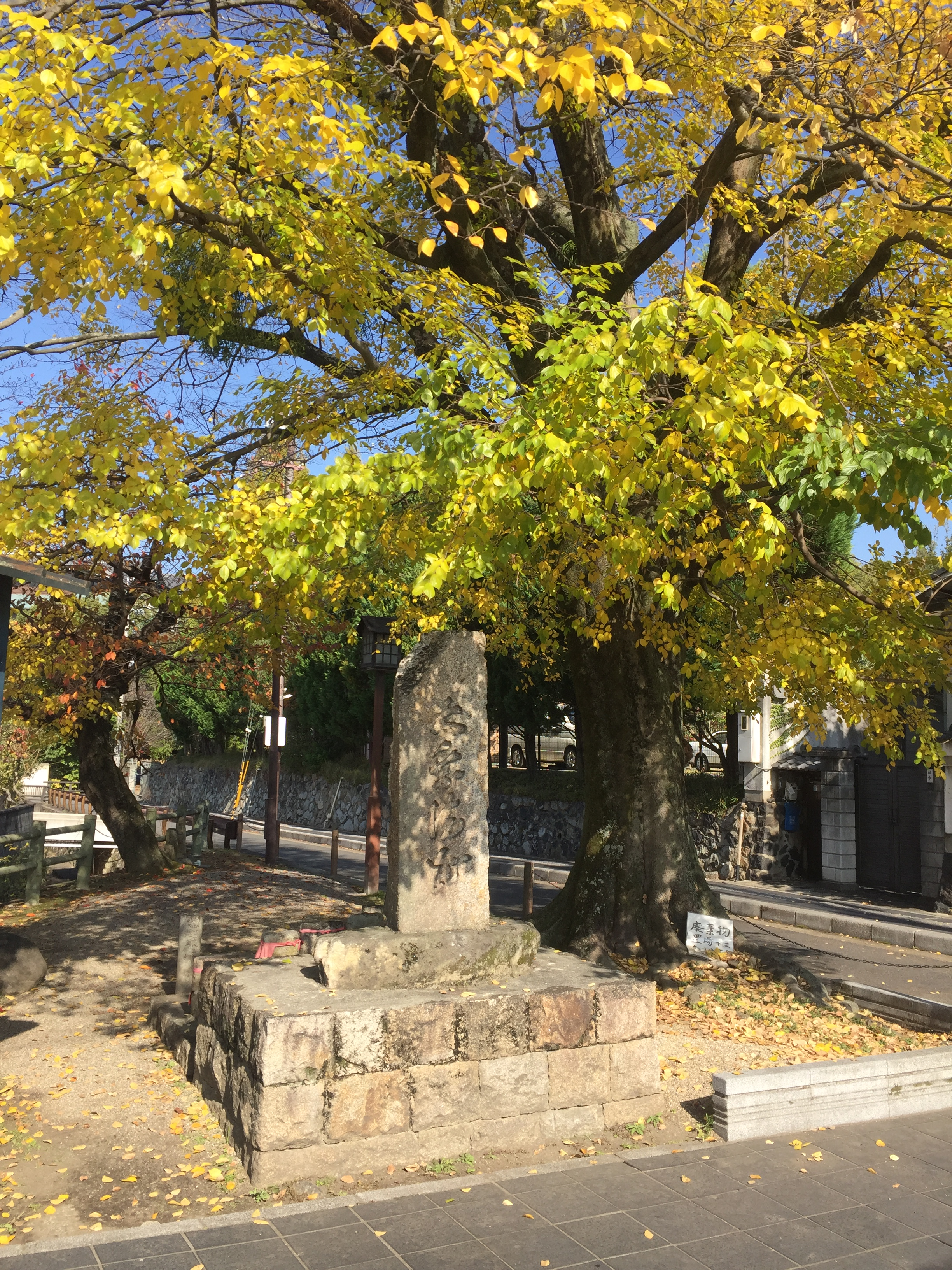
奈良町大通りから見える大きな木

## 歴史
不審ヶ辻子という名前は江戸時代につけられてから変わっていない。東は大乗院門跡で西の袋小路であり古くは、西隣の鶴福院領内であったとされ、
能役者や大名役人衆の宿泊所を提供する宿割町とだったとされている。

## 施設

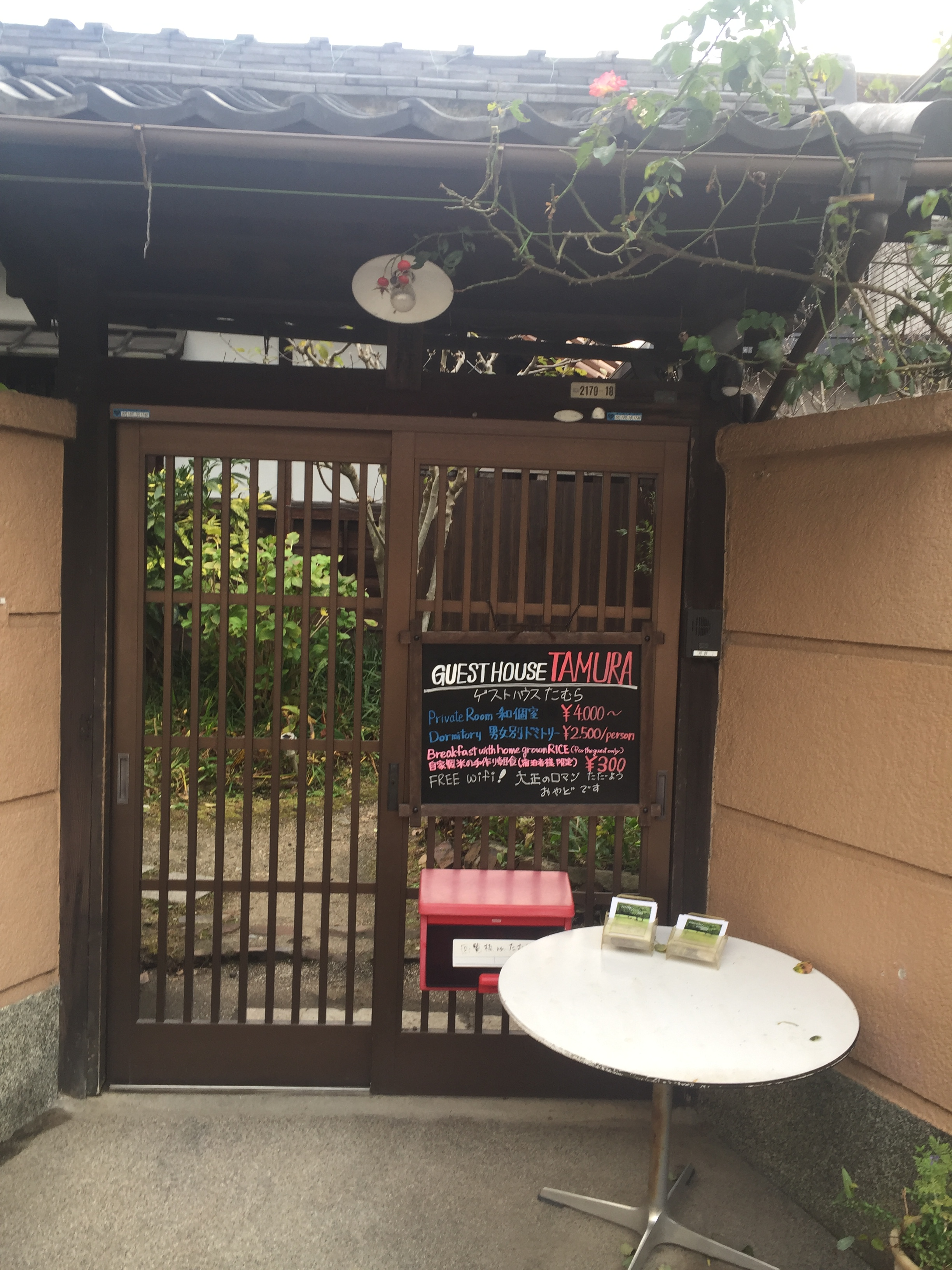
不審ヶ辻子町内にあるゲストハウス

- CAFEあいいろ
- ゲストハウスたむら

## 小・中学校の学区
- 奈良市立椿井小学校、奈良市立飛鳥中学校の学区に属す[1]。

## 交通
- 近鉄奈良駅から徒歩約８分
- 車での出入りは道幅が狭く厳しいため、徒歩あるいは自転車で訪れるべきである。